# Герцог де Бриссак
Герцог де Бриссак (фр. Duc de Brissac) — французский дворянский титул, пэр Франции. Был создан в 1611 году для маршала Франции Шарля II де Коссе (1550—1621). Этот титул в настоящее время принадлежит Шарль-Андре де Коссе-Бриссак (род. 1962), который является 14-м герцогом де Бриссаком.

## Ранняя история
Феод Бриссак в Анжу был приобретен в конце 15 века французской семьей Коссе из той же провинции. Рене де Коссе (1460—1540) женился на представительнице семьи Гуфье, которая занимала сильные позиции при королевском дворе. Он был удостоен звания главного хлебодара королем Франции Людовиком XII.
Два сына Рене де Коссе стали видными французскими военачальниками и маршалами Франции. В 1560 году феоду Бриссак был присвоен статус графства. Шарль де Коссе, граф де Бриссак (1505—1563), старший сын Рене, был главным начальником артиллерии, а также губернатором Прованса и Пикардии. Вторым сыном Рене был Артюс де Коссе-Бриссак (1512—1582), который занимал должности великого пантье Франции и министра финансов, он отличился во время Религиозных войн во Франции.
Младшим сыном Шарля де Коссе, графа де Бриссака, был маршал Франции Шарль II де Коссе (1550—1621). Он сражался за Католическую лигу и, будучи военным губернатором Парижа, открыл ворота столицы королю Генриху IV Наваррскому, который пожаловал ему чин маршала Франции в 1594 году. В 1611 году графство Бриссак было возведено в статус герцогства и пэрства Франции. Шарль II де Коссе стал в 1611 году первым герцогом де Бриссаком.

## Последующая история
Известным членом рода был Жан-Поль-Тимолеон де Коссе-Бриссак (1698—1784), который был седьмым герцогом де Бриссаком и великим пантье Франции. Он носил чин генерала во время правления короля Людовика XV и был примечателен тем, что возглавил французский авангард в битве при Миндене в 1759 году, после чего стал маршалом Франции. Ему наследовал его второй сын, Луи Эркюль Тимолеон де Коссе-Бриссак, 8-й герцог де Бриссак (1734—1792), который был командующим конституционной гвардии короля Людовика XVI. 9 сентября 1792 года он был убит во время сентябрьской резни в Версале за свою преданность королю, после чего его тело было изуродовано, а голова отрублена. Его голова была завернута в ткань и доставлена толпой в Шато-де-Лувсьен и брошена в открытое окно салона любовницы герцога, мадам Дюбарри.
После гибели Луи-Эркюля в 1792 году, не оставившего мужских потомков, герцогский титул перешел к Тимолеону де Коссе-Бриссаку, 9-му герцогу де Бриссаку (1775—1848). Он был старшим сыном Гиацинта-Гуго де Коссе-Бриссака, герцога де Коссе (1746—1813), сына Рене-Гуго де Коссе-Бриссак, графа де Коссе (1702—1754). Последний был третьим сыном Артюса де Коссе-Бриссака, 5-го герцога де Бриссака (1668—1709). После смерти Тимолеона де Коссе-Бриссака в 1848 году герцогский титул перешел к его сыну, Марии Артуру Тимолеону де Коссе, 10-му герцогу де Бриссаку (1813—1883).
До 6 апреля 2021 года обладателем герцогского титула являлся Франсуа де Коссе-Бриссак, 13-й герцог де Бриссак (род. 1929-2021), единственный сын Пьера де Коссе-Бриссака, 12-го герцога де Бриссака (1900—1993) и Марми Целии Антуанетты Евгении Шнейдер (1902-1999), дочери промышленника Евгения II Шнейдера.
Нынешним обладателем герцогского титула является его сын, Шарль-Андре де Коссе-Бриссак, 14-й герцог де Бриссак (род. 1962), который имеет сына Ласло (маркиз де Бриссак) и трёх дочерей
Родовым владением семьи является замок Бриссак (Шато де Бриссак) в долине Луары, которым семья Коссе-Бриссак по-прежнему владеет.

## Сеньоры и графы де Бриссак
- Рене де Коссе (1460—1540), сын Тибо де Коссе (ок. 1420—1503), сеньора де Коссе, сеньор де Бриссак и де Коссе в Анжу, Главный хлебодар и главный сокольничий Франции, кавалер Ордена Святого Михаила. 26 мая 1502 года Рене купил замок Бриссак с окрестностями у Луи де Брезе
- Шарль I де Коссе (1505—1563), 2-й сеньор де Бриссак, затем (с 1560 года), 1-й граф де Бриссак, маршал Франции. Старший сын предыдущего
- Тимолеон де Коссе (1545—1569), старший сын предыдущего, главный хлебодар Франции, 2-й граф де Бриссак
- Шарль де Коссе (1550—1621), младший брат предыдущего, главный хлебодар Франции, маршал Франции, 3-й граф де Бриссак, затем (с 1611 года), 1-й герцог де Бриссак

## Первая креация (1611)
1. 1611—1621: Шарль II де Коссе (1550—1621), 1-й герцог де Бриссак
2. 1621—1651: Франсуа де Коссе (1581—1651), 2-й герцог де Бриссак, сын предыдущего
3. 1651—1661: Луи де Коссе (1625—1661), 3-й герцог де Бриссак, сын предыдущего
4. 1661—1698: Анри-Альбер де Коссе (1645—1698), 4-й герцог де Бриссак, сына предыдущего
5. 1698—1702: Луи-Артюс-Тимолеон де Коссе (ок. 1668—1709), 5-й герцог де Бриссак, сын Тимолеона де Коссе-Бриссака (ок. 1626—1677), двоюродный брат предыдущего
6. 1702—1732: Шарль-Луи-Тимолеон де Коссе (1693—1732), 6-й герцог де Бриссак, сын предыдущего
7. 1732—1756: Жан Поль Тимолеон де Коссе-Бриссак (1698—1780), 7-й герцог де Бриссак, младший брат предыдущего
8. 1756—1759: Луи Жозеф Тимолеон де Коссе (1733—1759), титулярный герцог де Бриссак, старший сын предыдущего
9. 1759—1792: Луи Эркюль Тимолеон де Коссе-Бриссак (1734—1792), 8-й герцог де Бриссак, младший брат предыдущего.

## Вторая креация (1814/1817)
В июне 1814 года во время Первой реставрации король Франции Людовик XVIII утвердил Тимолеона де Коссе-Бриссака (1775—1848), старшего сына Гиацинта Гуго Тимолеона де Коссе-Бриссака, герцога де Коссе (1746—1813), в качестве герцога де Бриссака. В 1817 году Тимолеон де Коссе-Бриссак стал наследственным пэром Франции.
- 1814—1848: Огюстен Мари Поль Петрониль Тимолеон де Коссе (1775—1848), 9-й герцог де Бриссак, сын Гиацинта Гуго Тимолеона де Коссе-Бриссака, герцога де Коссе (1746—1813), двоюродный брат предыдущего
- 1848—1888: Мари Артюр Тимолеон де Коссе (1813—1888), 10-й герцог де Бриссак, сын предыдущего
- 1888—1944: Анн-Мари Франсуа Тимолеон де Коссе (1868—1944), 11-й герцог де Бриссак, сын Роланда де Коссе, маркиза де Бриссака (1843—1871), внук предыдущего
- 1944—1993: Симон Шарль Тимолеон Пьер де Коссе (1900—1993), 12-й герцог де Бриссак, писатель, мемуарист и предприниматель
- 1993—2021: Франсуа де Коссе-Бриссак (1929—2021), 13-й герцог де Бриссак, сын предыдущего
- с 06.04.2021 по настоящее время: Шарль Андре де Коссе-Бриссак, 14-й герцог де Бриссак, (род. 1962), сын предыдущего.